# Vitézy Dávid
Vitézy Dávid László (Budapest, 1985. december 1. –) magyar közgazdász, közlekedési és városmobilitási szakértő, budapesti önkormányzati képviselő és korábbi közlekedésért felelős államtitkár, a Magyar Urbanisztikai Társaság Közlekedési Tagozatának elnöke, a Podmaniczky Mozgalom frakcióvezetője.
2000 és 2010 között a Városi és Elővárosi Közlekedési Egyesület (VEKE) munkacsoport-vezetője, elnökségi tagja, 2006-tól szóvivője. 2010 és 2014 között a Budapesti Közlekedési Központ első vezérigazgatója, 2015-ben 6 hónapon át a Nemzeti Fejlesztési Minisztérium a közösségi közlekedés fejlesztését, különösen a regionális és távolsági viszonylatok összehangolását felügyelő miniszteri biztos. 2016 januárja óta a Magyar Műszaki és Közlekedési Múzeum főigazgatója. 2020 februárjától annak 2022-ben történt megszűnéséig a Budapest Fejlesztési Központ (BFK) vezérigazgatója, majd 2022 májusától szakterületi államtitkárként a szervezet jogutódjának, a Nemzeti Közlekedési Központnak (NKK) a megbízott vezérigazgatója.
2015-ben felkerült a közép- és kelet-európai régió innovátorait felvonultató, varsói székhelyű nonprofit szervezet, a New Europe 100-as listájára, amely lista a régió fejlődésében vezető szerepet betöltő száz személyiséget jegyzi. Számos hazai és nemzetközi szakmai konferencia és kerekasztal-beszélgetés résztvevője, rendszeresen tart előadást egyetemeken, a világ több pontján, az egyik legismertebb hazai közlekedési szakértő. 2023. augusztus 30-ától a Magyar Urbanisztikai Társaság Közlekedési Tagozatának elnöke.
A 2024-es önkormányzati választáson az általa létrehozott Vitézy Dáviddal Budapestért Egyesület (VDB) és az LMP közös budapesti főpolgármester-jelöltje volt. A választáson szűk különbséggel alulmaradt Karácsony Gergellyel szemben, viszont a budapesti listák választáson a VDB-LMP közös lista vezetőjeként képviselői mandátumot szerzett a budapesti önkormányzatban.

## Életpályája

### Családja
Édesapja Vitézy László filmrendező, televíziós szakember, édesanyja Hankiss Ágnes (szül.: Erdős Ágnes) volt fideszes európai parlamenti képviselő, pszichológus, író. Édesanyjának volt férje Hankiss Elemér szociológus, filozófus. Anyai nagyapja Erdős Péter jogász, popmenedzser. Egyik apai nagybátyja Vitézy András, Antall József volt miniszterelnök tanácsadója, a BÁV egykori vezetője, az LRI korábbi miniszteri biztosa, jelenleg a Paksi atomerőmű Zrt. Igazgatótanácsának tagja. Másik apai nagybátyja Vitézy Tamás üzletember, Magyarország 100 leggazdagabb emberének egyike. Vitézy Tamás lányának – tehát Vitézy Dávid unokatestvérének –, Vitézy Ritának a férje Crespo Rodrigo színész, szinkronszínész, a tatabányai Jászai Mari Színház (közismert nevén: Népház) igazgatója.
Vitézy Dávidot nem fűzi vérrokonság Orbán Viktorhoz, viszont van egy közös rokonuk, Vitézy Zsófia, a Budapesti Fesztiválközpont volt ügyvezető igazgatója és a Brüsszeli Magyar Intézet vezetője, 2022-től pedig magyar nagykövet Kolumbiában. Vitézy Zsófiának apai ágon féltestvére Vitézy Dávid, anyai ágon pedig unokatestvére Orbán Viktor miniszterelnök.

### Tanulmányai
A Lauder Javne Zsidó Közösségi Iskolában érettségizett 2004-ben, majd a Budapesti Műszaki és Gazdaságtudományi Egyetem (BME) Gazdaságtudományi Karán 2010-ben közgazdász végzettséget szerzett regionális település- és területfejlesztési szakirányon.

## Szakmai pályafutása

### Városi és elővárosi Közlekedési Egyesület (VEKE)
2000-ben, 15 évesen a VEKE alapító tagja, 2002-től elnökségi tagja, majd az egyesület közlekedésfejlesztési munkacsoportjának vezetője 2010-es kilépéséig. 2006 és 2010 között a VEKE szóvivője. Feladatkörei voltak a sajtókapcsolatok, véleményképviselet, a VEKE közleményeinek és nyilatkozatainak közzététele a médiában, intenzív sajtójelenlét kialakítása, sikeres közlekedésszakmai javaslatok megfogalmazása többek között a BKV számára. Az egyik legnagyobb civil siker, hogy a VEKE kezdeményezésének hatására 15 év után a 900-as számsorozatú éjszakai buszjáratok bevezetésével teljesen átalakult és jelentősen kibővült Budapest éjszakai közlekedése 2005-ben.

### Budapesti Közlekedési Zrt. (BKV)
2007 januárjától 2009 decemberéig a Fidesz delegáltjaként tagja a Budapesti Közlekedési Zrt. (BKV) felügyelőbizottságának. A bizottság tagjaként számos, a későbbi korrupciós botrányok kirobbanásához vezető belső vizsgálat kezdeményezője, a büntetőeljárásokhoz vezető vizsgálatok túlnyomó többségét kezdeményezte. A korrupciós ügyek vizsgálata miatt számos támadás érte, a VEKE azonban következetesen kiállt mellette.

### Budapesti Közlekedési Központ (BKK)
A Fővárosi Önkormányzat által, 2010 novemberében alapított integrált közlekedésszervező cég, a Budapesti Közlekedési Központ alapító vezérigazgatója és Igazgatóságának tagja 2014 decemberig. Vezetése alatt a BKK felelősségi körébe tartozott a tömegközlekedés, kerékpáros- és gyalogos közlekedés, a közúti infrastruktúra-kezelés, a városi parkolás, a taxiszolgáltatások szabályozása és a közlekedéssel kapcsolatos EU-s projektek megvalósítása, szervezése. Vezérigazgatói megbízatása alatt az átszervezések és a különböző budapesti cégektől (FKF, BKV stb.) átvett kollégákkal együtt 1800 fős szakértői gárdával működő cég megalapításakor elindított átfogó budapesti közlekedés intézményrendszeri reform sikeresen lezajlott. Vitézy vezetése alatt a BKK kiemelt eredménye többek között a Fővárosi Közgyűlés által 2015-ben jóváhagyott Balázs Mór Terv, az új hosszú távú és fenntartható budapesti mobilitási terv összeállítása.
Megvalósult az 1-es és a 3-as villamosvonal teljes rekonstrukciója, több helyen Budapesten addig ismeretlen módon füvesített villamospálya kialakításával; emellett az 1-es villamost meg is hosszabbították. A BKK saját projektje volt a budai fonódó villamoshálózat megvalósítása az elkülönülő villamosvonalak összekapcsolásával és új akadálymentesített infrastruktúra kialakításával, amelynek eredményeként több évtized után a budai villamosvonalak újra egységes hálózatot alkotnak, az észak- és a dél-budai területek között átszállásmentes kapcsolatot létrehozva. Ehhez kapcsolódóan újult meg a Széll Kálmán tér. Fontos eredmény a MOL Bubi közbringarendszer 2014-es elindítása több mint 1000 megosztott kerékpárral, amely az elindulásakor a világ egyik legkorszerűbb infrastruktúrájával rendelkezett. Ebben az időszakban átfogó új jármű-beszerzési programot indított el a BKK, amely több száz új korszerű alacsonypadlós autóbusz, trolibusz és villamos forgalomba állítását jelentette Budapesten.
A BKK sikeresen bonyolította le az új M4-es metróvonal elindításának koordinálását, beleértve a kapcsolódó infrastruktúra-fejlesztéseket: új buszállomás, P+R parkolók, közösségi terek és csomópontok létesítése is megtörtént. A Vitézy Dávid által vezetett BKK 4 év alatt 20%-os jegyértékesítési bevétel-növekedést produkált 10%-os bérletárcsökkentés mellett. Emblematikus és az utazóközönség számára közvetlenül érzékelhető, jelentős minőségbeli változást hozott a több forgalmas csomópontban kialakított modern integrált ügyfélközpontok megnyitása. Az egyik legkomplexebb fejlesztés egyértelműen a FUTÁR forgalomirányítási és utastájékoztató rendszer elindítása volt, amely lehetővé tette a járatok valós helyzetének térképes nyomon követését is. Az útvonaltervező adatbázisok és a valós idejű forgalmi adatok hozzáférhetővé váltak harmadik fél által fejlesztett alkalmazások, így a többi között a Google utazástervezője számára is. A BKK 300 db új jegy- és bérletautomatát telepített Budapest-szerte. A BKK kezdeményezésére 2013-ban bevezetett budapesti taxirendeletnek köszönhetően a taxiszolgáltatás megreformálásra került, ennek részeként bevezették a taxiknál az egységes sárga színezést, valamennyi gépjárműben kötelezővé tették a bankkártyás fizetés lehetőségét, valamint szigorú minőség- és környezetvédelmi előírásokat vezettek be.
A taxik egyik káros hatása, hogy az autók jelentős szén-dioxid-, nitrogén-oxid- és szállópor-kibocsátása révén jelentősen szennyezik a környezetet. Emiatt egyre több városban látják be, hogy teljes mértékben át kell állni az elektromos autókra a taxik esetében. Ausztriában ezért döntöttek úgy, hogy 2025-től kizárólag elektromos autók kaphatnak új taxiengedélyt. Budapesten is felmerült ilyen szabályozás lehetősége: egy 2017-ben nyilvánosságra került terv szerint már 2020-tól csak tisztán elektromos autók kaphattak volna új taxiengedélyt. Az elképzelés eddig nem valósult meg.
Mind az utasoknak, mind pedig a tisztességes taxisokat régóta súlyos anyagi károkat okoznak a tisztességtelen módszerekkel tevékenykedő taxishiénák. Ők olyan taxisok, akik nem tartoznak egyetlen társasághoz sem, csak az utcán beszálló utasokat fuvarozzák, applikáción és diszpécserközponton keresztül nem kapnak fuvart. A taxishiénák jellemzően megelégednek kevés számú napi fuvarral, viszont őket igyekeznek minél nagyobb pénzösszeggel megkárosítani Vitézy Dávid több javaslatot is tett annak érdekében, hogy visszaszorítsák a taxishiénák visszaéléseit. Ezek között vannak az alábbi javaslatok:
- Vitézy Dávid szerint ideje lenne a bankkártyaterminállal integrált digitális taxiórák bevezetésének. Számos nagyváros alkalmazza ezeket, így a sofőr nem tud más összeget beírni, mint amit a taxióra mér. Ehhez országos mérésügyi és fővárosi rendeletek módosítása is szükséges lenne.
- Még 2022-ben, Vitézy Dávid közlekedési államtitkársága idején csináltak egy új állami taxirendeletet, mely lehetővé teszi, hogy a szabálytalan taxisokat könnyebb legyen elkapni és szigorúbb eszközökkel lehessen megakadályozni a visszatérésüket egy másik autóval. Ugyanakkor Vitézy szerint a megfelelő és kiterjedt ellenőrzés nélkül ezek a szabályok nem elegendőek önmagukban. A BKK és a kormányhivatal taxiellenőrzési kapacitásai minimálisak, ezt bővíteni kellene.[25]

2015 februárjától július végéig, a közösségi közlekedési cégek működésével kapcsolatos, a jövőbeli irányokat tartalmazó koncepció kidolgozására, miniszteri biztosi posztot töltött be.

### Magyar Műszaki és Közlekedési Múzeum
2016 januárja óta volt a Magyar Műszaki és Közlekedési Múzeum főigazgatója, feladata elsősorban a 2015-ben ideiglenesen bezárt Közlekedési Múzeum átfogó megújítása, az újjáépítés irányítása és az új intézmény koncepciójának kidolgozása. Irányítása alatt teljeskörűen megújult az intézmény arculata. Vitézy Dávid nevéhez fűződik a múzeum közlekedési gyűjteményeinek elhelyezésére és új kiállítóhelyének megvalósítására kiírt sikeres nemzetközi építészeti tervpályázat sikeres lebonyolítása, ahol a nyertes pályázó, az amerikai Diller Scofidio + Renfro építésziroda tervezheti az Új Közlekedési Múzeum épületét az egykori Északi Járműjavító kőbányai helyszínén. Az Új Közlekedési Múzeum győztes pályázati terve nyerte el az Építészfórum által alapított Média Építészeti Díja nagyberuházások különdíját.

### Budapest Fejlesztési Központ (BFK) és Nemzeti Közlekedési Központ (NKK)
Vitézyt 2020 februárjában a Budapest Fejlesztési Központ vezérigazgatójának nevezték ki. Feladata többek között Budapestet és agglomerációját érintő állami városfejlesztési és közlekedési beruházások irányítása. Vezérigazgatóként első intézkedései egyike a 100 százalékban állami tulajdonú társaság által az ötös metró első üteme tervezési tenderének kiírása volt, amelynek részeként megvalósul a H6-os ráckevei hév és a H7-es csepeli hév teljes felújítása, a H6-os ráckevei és a H7-es csepeli járatok – összefonódva – a Közvágóhíd állomástól föld alatt, Boráros téri megállással egészen a Kálvin térig történő meghosszabbítása, a csepeli hév felszíni, Duna-parti nyomvonalának kiváltása után új Duna-parti sétány tervezése a Boráros tér és a Déli Városkapu fejlesztési terület között, valamint a H5-ös szentendrei hév vonalon modern, akadálymentesített megállók és Békásmegyertől Szentendréig teljesen felújított vasúti pálya tervezése. A BFK egyik nagyszabású projektjének eltökélt célja hosszú távon az agglomerációs településekről a Budapestre jelenleg autóval bejárók átcsábítása az egységes koncepció alapján korszerűsített vasúti hálózatra a budapesti közúthálózat túlterheltségének csökkentése érdekében. A Budapesti Agglomerációs Vasúti Stratégia megvalósításának első lépése az Összekötő vasúti híd rekonstrukciója és háromvágányúra bővítése. Az ötödik Orbán-kormányban közlekedési államtitkárnak nevezték ki Palkovics László Technológiai és ipari minisztériuma alatt. Megnövekedett hatásköre miatt a BFK országos szervezetté alakult Nemzeti Közlekedési Központ (NKK) néven.
2022. július 13-án az NKK átkerült Lázár János Építési és Beruházási Minisztériuma alá, majd rövidesen megszűnt. Vitézy mint közlekedési államtitkár működött tovább egészen november közepéig. November 14-én főnökéhez, Palkovics László miniszterhez hasonlóan bejelentette lemondását, feladatait ideiglenesen Kállai Éva helyettes államtitkár vette át. Felmentésére november 21-ei hatállyal került sor, egykori hatásköre pedig szintén Lázár János építési és közlekedési miniszter alá került.
2024. március 19-én bejelentette, hogy főpolgármester-jelöltként elindul Budapesten a 2024-es önkormányzati választáson.

## Családfa
|                                                   |                                                   | Erdős Péter (1925–1990) menedzser, „popcézár”     | Erdős Péter (1925–1990) menedzser, „popcézár”     | Erdős Péter (1925–1990) menedzser, „popcézár”     | Erdős Péter (1925–1990) menedzser, „popcézár”     | Erdős Péter (1925–1990) menedzser, „popcézár” | Erdős Péter (1925–1990) menedzser, „popcézár” |                                                                 |                                                                 |                                                                 |                                                                 |                                                                 |                                                                 | Köves Erzsébet Losonczy Géza egykori titkárnője              | Köves Erzsébet Losonczy Géza egykori titkárnője              | Köves Erzsébet Losonczy Géza egykori titkárnője              | Köves Erzsébet Losonczy Géza egykori titkárnője              | Köves Erzsébet Losonczy Géza egykori titkárnője              | Köves Erzsébet Losonczy Géza egykori titkárnője              |                                       |                                       |                                       |                                       |                                       |                                       |                                                                                               |                                                                                               |                                                                                               |                                                                                               |                                                                                               |                                                                                               |                           |                           |                                                                  |                                                                  |                                                                  |                                                                  |                                                                  |                                                                  |                                                   |                                                   |                               |                               |                                            |                                            |                                            |                                            |                                            |                                            |                                            |                                            |                                            |                                            |                               |                               |                               |                               |
|                                                   |                                                   | Erdős Péter (1925–1990) menedzser, „popcézár”     | Erdős Péter (1925–1990) menedzser, „popcézár”     | Erdős Péter (1925–1990) menedzser, „popcézár”     | Erdős Péter (1925–1990) menedzser, „popcézár”     | Erdős Péter (1925–1990) menedzser, „popcézár” | Erdős Péter (1925–1990) menedzser, „popcézár” |                                                                 |                                                                 |                                                                 |                                                                 |                                                                 |                                                                 | Köves Erzsébet Losonczy Géza egykori titkárnője              | Köves Erzsébet Losonczy Géza egykori titkárnője              | Köves Erzsébet Losonczy Géza egykori titkárnője              | Köves Erzsébet Losonczy Géza egykori titkárnője              | Köves Erzsébet Losonczy Géza egykori titkárnője              | Köves Erzsébet Losonczy Géza egykori titkárnője              |                                       |                                       |                                       |                                       |                                       |                                       |                                                                                               |                                                                                               |                                                                                               |                                                                                               |                                                                                               |                                                                                               |                           |                           |                                                                  |                                                                  |                                                                  |                                                                  |                                                                  |                                                                  |                                                   |                                                   |                               |                               |                                            |                                            |                                            |                                            |                                            |                                            |                                            |                                            |                                            |                                            |                               |                               |                               |                               |
|                                                   |                                                   |                                                   |                                                   |                                                   |                                                   |                                               |                                               |                                                                 |                                                                 |                                                                 |                                                                 |                                                                 |                                                                 |                                                              |                                                              |                                                              |                                                              |                                                              |                                                              |                                       |                                       |                                       |                                       |                                       |                                       | Vitézy Tamás (*1947) vállalkozó, üzletember                                                   |                                                                                               |                                                                                               |                                                                                               |                                                                                               |                                                                                               |                           |                           |                                                                  |                                                                  |                                                                  |                                                                  |                                                                  |                                                                  |                                                   |                                                   |                               |                               |                                            |                                            |                                            |                                            |                                            |                                            |                                            |                                            |                                            |                                            |                               |                               |                               |                               |
|                                                   |                                                   |                                                   |                                                   |                                                   |                                                   |                                               |                                               |                                                                 |                                                                 |                                                                 |                                                                 |                                                                 |                                                                 |                                                              |                                                              |                                                              |                                                              |                                                              |                                                              |                                       |                                       |                                       |                                       |                                       |                                       |                                                                                               |                                                                                               |                                                                                               |                                                                                               |                                                                                               |                                                                                               |                           |                           |                                                                  |                                                                  |                                                                  |                                                                  |                                                                  |                                                                  |                                                   |                                                   |                               |                               |                                            |                                            |                                            |                                            |                                            |                                            |                                            |                                            |                                            |                                            |                               |                               |                               |                               |
|                                                   |                                                   |                                                   |                                                   |                                                   |                                                   |                                               |                                               |                                                                 |                                                                 |                                                                 |                                                                 |                                                                 |                                                                 |                                                              |                                                              |                                                              |                                                              |                                                              |                                                              |                                       |                                       |                                       |                                       |                                       |                                       | Vitézy Rita                                                                                   | Vitézy Rita                                                                                   | Vitézy Rita                                                                                   | Vitézy Rita                                                                                   | Vitézy Rita                                                                                   | Vitézy Rita                                                                                   |                           |                           | Crespo Rodrigo (*1973) színész, szinkronszínész, színházigazgató | Crespo Rodrigo (*1973) színész, szinkronszínész, színházigazgató | Crespo Rodrigo (*1973) színész, szinkronszínész, színházigazgató | Crespo Rodrigo (*1973) színész, szinkronszínész, színházigazgató | Crespo Rodrigo (*1973) színész, szinkronszínész, színházigazgató | Crespo Rodrigo (*1973) színész, szinkronszínész, színházigazgató |                                                   |                                                   |                               |                               |                                            |                                            |                                            |                                            |                                            |                                            |                                            |                                            |                                            |                                            |                               |                               |                               |                               |
|                                                   |                                                   |                                                   |                                                   |                                                   |                                                   |                                               |                                               |                                                                 |                                                                 |                                                                 |                                                                 |                                                                 |                                                                 |                                                              |                                                              |                                                              |                                                              |                                                              |                                                              |                                       |                                       |                                       |                                       |                                       |                                       | Vitézy Rita                                                                                   | Vitézy Rita                                                                                   | Vitézy Rita                                                                                   | Vitézy Rita                                                                                   | Vitézy Rita                                                                                   | Vitézy Rita                                                                                   |                           |                           | Crespo Rodrigo (*1973) színész, szinkronszínész, színházigazgató | Crespo Rodrigo (*1973) színész, szinkronszínész, színházigazgató | Crespo Rodrigo (*1973) színész, szinkronszínész, színházigazgató | Crespo Rodrigo (*1973) színész, szinkronszínész, színházigazgató | Crespo Rodrigo (*1973) színész, szinkronszínész, színházigazgató | Crespo Rodrigo (*1973) színész, szinkronszínész, színházigazgató |                                                   |                                                   |                               |                               |                                            |                                            |                                            |                                            |                                            |                                            |                                            |                                            |                                            |                                            |                               |                               |                               |                               |
|                                                   |                                                   |                                                   |                                                   |                                                   |                                                   |                                               |                                               |                                                                 |                                                                 |                                                                 |                                                                 |                                                                 |                                                                 |                                                              |                                                              |                                                              |                                                              |                                                              |                                                              |                                       |                                       |                                       |                                       |                                       |                                       |                                                                                               |                                                                                               |                                                                                               |                                                                                               |                                                                                               |                                                                                               |                           |                           |                                                                  |                                                                  |                                                                  |                                                                  |                                                                  |                                                                  |                                                   |                                                   |                               |                               |                                            |                                            |                                            |                                            |                                            |                                            |                                            |                                            |                                            |                                            |                               |                               |                               |                               |
|                                                   |                                                   |                                                   |                                                   |                                                   |                                                   |                                               |                                               |                                                                 |                                                                 |                                                                 |                                                                 |                                                                 |                                                                 |                                                              |                                                              |                                                              |                                                              |                                                              |                                                              |                                       |                                       |                                       |                                       |                                       |                                       |                                                                                               |                                                                                               |                                                                                               |                                                                                               |                                                                                               |                                                                                               |                           |                           |                                                                  |                                                                  |                                                                  |                                                                  |                                                                  |                                                                  |                                                   |                                                   |                               |                               |                                            |                                            |                                            |                                            |                                            |                                            |                                            |                                            |                                            |                                            |                               |                               |                               |                               |
| Hankiss Elemér (1928–2015) szociológus, filozófus | Hankiss Elemér (1928–2015) szociológus, filozófus | Hankiss Elemér (1928–2015) szociológus, filozófus | Hankiss Elemér (1928–2015) szociológus, filozófus | Hankiss Elemér (1928–2015) szociológus, filozófus | Hankiss Elemér (1928–2015) szociológus, filozófus |                                               |                                               | Hankiss Ágnes szül: Erdős Ágnes (1950–2021) Fidesz EP-képviselő | Hankiss Ágnes szül: Erdős Ágnes (1950–2021) Fidesz EP-képviselő | Hankiss Ágnes szül: Erdős Ágnes (1950–2021) Fidesz EP-képviselő | Hankiss Ágnes szül: Erdős Ágnes (1950–2021) Fidesz EP-képviselő | Hankiss Ágnes szül: Erdős Ágnes (1950–2021) Fidesz EP-képviselő | Hankiss Ágnes szül: Erdős Ágnes (1950–2021) Fidesz EP-képviselő |                                                              |                                                              |                                                              |                                                              |                                                              |                                                              | Vitézy László (1940–2024) filmrendező | Vitézy László (1940–2024) filmrendező | Vitézy László (1940–2024) filmrendező | Vitézy László (1940–2024) filmrendező | Vitézy László (1940–2024) filmrendező | Vitézy László (1940–2024) filmrendező |                                                                                               |                                                                                               |                                                                                               |                                                                                               |                                                                                               |                                                                                               | Sípos Katalin szociológus | Sípos Katalin szociológus | Sípos Katalin szociológus                                        | Sípos Katalin szociológus                                        | Sípos Katalin szociológus                                        | Sípos Katalin szociológus                                        |                                                                  |                                                                  | Sípos Erzsébet gyógypedagógus                     | Sípos Erzsébet gyógypedagógus                     | Sípos Erzsébet gyógypedagógus | Sípos Erzsébet gyógypedagógus | Sípos Erzsébet gyógypedagógus              | Sípos Erzsébet gyógypedagógus              |                                            |                                            | Orbán Győző (*1940) üzemmérnök, vállalkozó | Orbán Győző (*1940) üzemmérnök, vállalkozó | Orbán Győző (*1940) üzemmérnök, vállalkozó | Orbán Győző (*1940) üzemmérnök, vállalkozó | Orbán Győző (*1940) üzemmérnök, vállalkozó | Orbán Győző (*1940) üzemmérnök, vállalkozó |                               |                               |                               |                               |
| Hankiss Elemér (1928–2015) szociológus, filozófus | Hankiss Elemér (1928–2015) szociológus, filozófus | Hankiss Elemér (1928–2015) szociológus, filozófus | Hankiss Elemér (1928–2015) szociológus, filozófus | Hankiss Elemér (1928–2015) szociológus, filozófus | Hankiss Elemér (1928–2015) szociológus, filozófus |                                               |                                               | Hankiss Ágnes szül: Erdős Ágnes (1950–2021) Fidesz EP-képviselő | Hankiss Ágnes szül: Erdős Ágnes (1950–2021) Fidesz EP-képviselő | Hankiss Ágnes szül: Erdős Ágnes (1950–2021) Fidesz EP-képviselő | Hankiss Ágnes szül: Erdős Ágnes (1950–2021) Fidesz EP-képviselő | Hankiss Ágnes szül: Erdős Ágnes (1950–2021) Fidesz EP-képviselő | Hankiss Ágnes szül: Erdős Ágnes (1950–2021) Fidesz EP-képviselő |                                                              |                                                              |                                                              |                                                              |                                                              |                                                              | Vitézy László (1940–2024) filmrendező | Vitézy László (1940–2024) filmrendező | Vitézy László (1940–2024) filmrendező | Vitézy László (1940–2024) filmrendező | Vitézy László (1940–2024) filmrendező | Vitézy László (1940–2024) filmrendező |                                                                                               |                                                                                               |                                                                                               |                                                                                               |                                                                                               |                                                                                               | Sípos Katalin szociológus | Sípos Katalin szociológus | Sípos Katalin szociológus                                        | Sípos Katalin szociológus                                        | Sípos Katalin szociológus                                        | Sípos Katalin szociológus                                        |                                                                  |                                                                  | Sípos Erzsébet gyógypedagógus                     | Sípos Erzsébet gyógypedagógus                     | Sípos Erzsébet gyógypedagógus | Sípos Erzsébet gyógypedagógus | Sípos Erzsébet gyógypedagógus              | Sípos Erzsébet gyógypedagógus              |                                            |                                            | Orbán Győző (*1940) üzemmérnök, vállalkozó | Orbán Győző (*1940) üzemmérnök, vállalkozó | Orbán Győző (*1940) üzemmérnök, vállalkozó | Orbán Győző (*1940) üzemmérnök, vállalkozó | Orbán Győző (*1940) üzemmérnök, vállalkozó | Orbán Győző (*1940) üzemmérnök, vállalkozó |                               |                               |                               |                               |
|                                                   |                                                   |                                                   |                                                   |                                                   |                                                   |                                               |                                               |                                                                 |                                                                 |                                                                 |                                                                 |                                                                 |                                                                 |                                                              |                                                              |                                                              |                                                              |                                                              |                                                              |                                       |                                       |                                       |                                       |                                       |                                       |                                                                                               |                                                                                               |                                                                                               |                                                                                               |                                                                                               |                                                                                               |                           |                           |                                                                  |                                                                  |                                                                  |                                                                  |                                                                  |                                                                  |                                                   |                                                   |                               |                               |                                            |                                            |                                            |                                            |                                            |                                            |                                            |                                            |                                            |                                            |                               |                               |                               |                               |
|                                                   |                                                   |                                                   |                                                   |                                                   |                                                   |                                               |                                               |                                                                 |                                                                 |                                                                 |                                                                 |                                                                 |                                                                 |                                                              |                                                              |                                                              |                                                              |                                                              |                                                              |                                       |                                       |                                       |                                       |                                       |                                       |                                                                                               |                                                                                               |                                                                                               |                                                                                               |                                                                                               |                                                                                               |                           |                           |                                                                  |                                                                  |                                                                  |                                                                  |                                                                  |                                                                  |                                                   |                                                   |                               |                               |                                            |                                            |                                            |                                            |                                            |                                            |                                            |                                            |                                            |                                            |                               |                               |                               |                               |
|                                                   |                                                   |                                                   |                                                   |                                                   |                                                   |                                               |                                               |                                                                 |                                                                 |                                                                 |                                                                 |                                                                 |                                                                 | Vitézy Dávid (*1985) korábbi BKK igazgató, miniszteri biztos | Vitézy Dávid (*1985) korábbi BKK igazgató, miniszteri biztos | Vitézy Dávid (*1985) korábbi BKK igazgató, miniszteri biztos | Vitézy Dávid (*1985) korábbi BKK igazgató, miniszteri biztos | Vitézy Dávid (*1985) korábbi BKK igazgató, miniszteri biztos | Vitézy Dávid (*1985) korábbi BKK igazgató, miniszteri biztos |                                       |                                       |                                       |                                       |                                       |                                       | Vitézy Zsófia (*1967) újságíró, dokumentumfilm-rendező, a Brüsszeli Magyar Intézet igazgatója | Vitézy Zsófia (*1967) újságíró, dokumentumfilm-rendező, a Brüsszeli Magyar Intézet igazgatója | Vitézy Zsófia (*1967) újságíró, dokumentumfilm-rendező, a Brüsszeli Magyar Intézet igazgatója | Vitézy Zsófia (*1967) újságíró, dokumentumfilm-rendező, a Brüsszeli Magyar Intézet igazgatója | Vitézy Zsófia (*1967) újságíró, dokumentumfilm-rendező, a Brüsszeli Magyar Intézet igazgatója | Vitézy Zsófia (*1967) újságíró, dokumentumfilm-rendező, a Brüsszeli Magyar Intézet igazgatója |                           |                           |                                                                  |                                                                  | Orbán Viktor (*1963) Fidesz-elnök, miniszterelnök                | Orbán Viktor (*1963) Fidesz-elnök, miniszterelnök                | Orbán Viktor (*1963) Fidesz-elnök, miniszterelnök                | Orbán Viktor (*1963) Fidesz-elnök, miniszterelnök                | Orbán Viktor (*1963) Fidesz-elnök, miniszterelnök | Orbán Viktor (*1963) Fidesz-elnök, miniszterelnök |                               |                               | Ifj. Orbán Győző (*1965) mérnök-közgazdász | Ifj. Orbán Győző (*1965) mérnök-közgazdász | Ifj. Orbán Győző (*1965) mérnök-közgazdász | Ifj. Orbán Győző (*1965) mérnök-közgazdász | Ifj. Orbán Győző (*1965) mérnök-közgazdász | Ifj. Orbán Győző (*1965) mérnök-közgazdász |                                            |                                            | Orbán Áron (*1977) vállalkozó              | Orbán Áron (*1977) vállalkozó              | Orbán Áron (*1977) vállalkozó | Orbán Áron (*1977) vállalkozó | Orbán Áron (*1977) vállalkozó | Orbán Áron (*1977) vállalkozó |

## Magánélete, érdeklődési köre
Vitézyt gyermekkora óta érdekli a közlekedés, így szakterülete egyben hobbija is. Másik kedvenc időtöltése a fotózás, korábban saját tömegközlekedéssel kapcsolatos fotóit is publikálta.

### Interjúk
- Partizán: Élet az államtitkárság után | Interjú Vitézy Dáviddal. Partizán/Youtube, 2023. június 21. (Hozzáférés: 2023. június 23.)
- Tenczer Gábor: Vitézy: Tíz éven belül utazhatunk az ötös metróval. Index.hu, 2020. január 22. (Hozzáférés: 2022. január 24.)
- (2014. december 1.). Vitézy Dávid. ATV. [2014. december 3-i dátummal az eredetiből archiválva]. (Hozzáférés ideje: 2022. január 24..)
- Tenczer Gábor: Vitézy: Maradok, amíg döntenek rólam. Index.hu, 2014. november 21. (Hozzáférés: 2022. január 24.)
- Bukovics Martin: „A BKV minden területét átjárta a politikai korrupció”. Mandiner, 2010. április 19. (Hozzáférés: 2022. január 24.)
- Bukovics Martin: „Ki kell tudni szállni a négyes metró-fétisből”. Mandiner, 2010. április 19. (Hozzáférés: 2022. január 24.)
- Tamás Bence Gáspár: Akit a garázsjárat otthagyott. Index.hu, 2006. december 27. (Hozzáférés: 2022. január 24.)
- Interjú Vitézy Dáviddal az MTV Nap-Kelte c. műsorában, 2007[halott link]
- Vitézy Dávid: „Feneketlen zsákba önti pénzét a főváros”. Origo.hu, 2007. július 2. (Hozzáférés: 2022. január 24.)
- Vitézy Dávid: „Nem a Combinót kell hibáztatni”. Origo.hu, 2006. július 24. (Hozzáférés: 2022. január 24.)
- Portréinterjú Vitézy Dáviddal az MTV Záróra c. műsorában, 2007 Archiválva 2016. március 30-i dátummal a Wayback Machine-ben
- Interjú Dorner Lajossal és Vitézy Dáviddal a Liget c. folyóiratban, 2007[halott link]

### Publicisztikák
- Csendes-Erdei Emese:  A tervezgető.  Magyar Narancs,  XXXII. évf.  34. sz. (2020. augusztus 20.)   17–20. o. ISSN 1586-0647
- Dorner Lajos – Vitézy Dávid: A fenntarthatatlanság és az „alkotmányos költségek”. Index.hu, 2009. április 3. (Hozzáférés: 2022. január 24.)
- Vitézy Dávid: Kik a felelősök azért, ami a BKV-nál zajlik?. Index.hu, 2009. augusztus 7. (Hozzáférés: 2022. január 24.)